# Мусохраново
Мусохра́ново — посёлок в Ленинск-Кузнецком районе Кемеровской области. Входит в состав Шабановского сельского поселения.

## География
Расположен на левом берегу Касьмы в 26 км к западу от Ленинска-Кузнецкого и в 73 км к юго-юго-западу от Кемерова. Высота над уровнем моря — 180—190 м. Имеется мост через реку у восточной окраины посёлка (на правом берегу немного ниже моста расположена деревня Соколовка).
Улиц четыре: Молодёжная, Новоселов, Северная, Советская.

## История
Населённый пункт основан в начале XVIII века крестьянами-переселенцами из европейской части Мусохрановыми, по фамилии которых и назван.
По состоянию на 1859 год деревня Мусохраново относилась к Кузнецкому округу Томской губернии, имела население 202 человека (91 мужчина, 111 женщин) на 37 дворах.
До 1917 года деревня входила в состав Касьминской волости Кузнецкого уезда Томской губернии. Церкви в Мусохраново не было, деревня относилась к Брюхановскому приходу, а после строительства в 1911 году церкви в Шабаново — к Шабановскому приходу 13-го благочиния Томской епархии.
По рассказам местных жителей, до революции в посёлке всё же имелась церковь, но с приходом советской власти храм разрушили, а священника убили и закопали вместе с крестом, сорванным с главного купола храма.
В советское время посёлок носил название Мусохрановский. До марта 2007 года являлся административным центром ныне упразднённого Мусохрановского сельсовета.

## Население
| 1859 | 2010 |
| ---- | ---- |
| 202  | ↗505 |

Гендерный состав
По состоянию на 1859 год в деревне Мусохраново жило 202 человека (91 мужчина, 111 женщин) на 37 дворах.
По данным переписи населения 2010 года, в посёлке проживало 505 человек (250 мужчин, 255 женщин).

## Инфраструктура
Было развито сельское хозяйство.

## Транспорт
К посёлку ведёт подъездная дорога от проходящей в 5,5 км к югу автодороги Новосибирск — Ленинск-Кузнецкий. От посёлка на север отходит тупиковая дорога к посёлку Орловскому.